# Canadá en la Copa Mundial de Rugby
La Selección de rugby de Canadá participó hasta 2019 en todas las ediciones de la Copa del Mundo de Rugby. Clasificando a través de eliminatorias a todos los torneos, a excepción de Sudáfrica 1995 cuando lo hizo automáticamente.
La primera y única ausencia hasta la fecha de Canadá en los mundiales se dará en Francia 2023.
Los Canucks obtuvieron su mejor participación en Inglaterra 1991 cuando alcanzaron los cuartos de final.

## Nueva Zelanda 1987

### Plantel
Entrenador: Gary Johnston

### Participación

#### Grupo B
| Equipo  | Jug. | Gan. | Emp. | Perd. | A favor | En contra | Puntos |
| ------- | ---- | ---- | ---- | ----- | ------- | --------- | ------ |
| Gales   | 3    | 3    | 0    | 0     | 82      | 31        | 6      |
| Irlanda | 3    | 2    | 0    | 1     | 84      | 41        | 4      |
| Canadá  | 3    | 1    | 0    | 2     | 65      | 90        | 2      |
| Tonga   | 3    | 0    | 0    | 3     | 29      | 98        | 0      |

## Inglaterra 1991

### Plantel
Entrenador:  Ian Birtwell

### Participación

#### Grupo D
| Equipo  | Gan. | Emp. | Per. | A favor | En contra | Puntos |
| ------- | ---- | ---- | ---- | ------- | --------- | ------ |
| Francia | 3    | 0    | 0    | 82      | 25        | 9      |
| Canadá  | 2    | 0    | 1    | 45      | 33        | 7      |
| Rumania | 1    | 0    | 2    | 31      | 64        | 5      |
| Fiyi    | 0    | 0    | 3    | 27      | 63        | 3      |

#### Cuartos de final
| 20 de octubre de 1991 | Canadá | 13 – 29 | Nueva Zelanda | Stadium Lille Métropole, Villeneuve-d'Ascq, |  |
|                       |        |         |               | Asistencia: 30,360 espectadores             |  |

## Sudáfrica 1995

### Plantel
Entrenador:  Ian Birtwell

### Participación

#### Grupo A
| Equipo    | Gan. | Emp. | Perd. | A favor | En contra | Puntos |
| --------- | ---- | ---- | ----- | ------- | --------- | ------ |
| Sudáfrica | 3    | 0    | 0     | 68      | 26        | 9      |
| Australia | 2    | 0    | 1     | 87      | 41        | 7      |
| Canadá    | 1    | 0    | 2     | 45      | 50        | 5      |
| Rumania   | 0    | 0    | 3     | 14      | 97        | 3      |

## Gales 1999

### Plantel
Entrenador:  Patrick Parfrey

### Participación

#### Grupo C
| Equipo  | Gan. | Emp. | Per. | A favor | En contra | Puntos |
| ------- | ---- | ---- | ---- | ------- | --------- | ------ |
| Francia | 3    | 0    | 0    | 108     | 52        | 6      |
| Fiyi    | 2    | 0    | 1    | 124     | 68        | 4      |
| Canadá  | 1    | 0    | 2    | 114     | 82        | 2      |
| Namibia | 0    | 0    | 3    | 28      | 186       | 0      |

## Australia 2003

### Plantel
Entrenador:  David Clark

### Participación

#### Grupo D
| Equipo        | Gan. | Emp. | Per. | A favor | En contra | Extra | Puntos |
| ------------- | ---- | ---- | ---- | ------- | --------- | ----- | ------ |
| Nueva Zelanda | 4    | 0    | 0    | 282     | 57        | 4     | 20     |
| Gales         | 3    | 0    | 1    | 132     | 98        | 2     | 14     |
| Italia        | 2    | 0    | 2    | 77      | 123       | 0     | 8      |
| Canadá        | 1    | 0    | 3    | 54      | 135       | 1     | 5      |
| Tonga         | 0    | 0    | 4    | 46      | 178       | 1     | 1      |

## Francia 2007

### Plantel
Entrenador: Ric Suggitt

### Participación

#### Grupo B
| Posición | Equipo    | Partidos | Partidos | Partidos  | Partidos | Tantos  | Tantos    | Tantos     | Puntos bonus | Puntos |
| Posición | Equipo    | jugados  | ganados  | empatados | perdidos | a favor | en contra | diferencia | Puntos bonus | Puntos |
| -------- | --------- | -------- | -------- | --------- | -------- | ------- | --------- | ---------- | ------------ | ------ |
| 1        | Australia | 4        | 4        | 0         | 0        | 215     | 41        | +174       | 4            | 20     |
| 2        | Fiyi      | 4        | 3        | 0         | 1        | 114     | 131       | -17        | 3            | 15     |
| 3        | Gales     | 4        | 2        | 0         | 2        | 163     | 105       | +58        | 4            | 12     |
| 4        | Japón     | 4        | 0        | 1         | 3        | 64      | 210       | -146       | 1            | 3      |
| 5        | Canadá    | 4        | 0        | 1         | 3        | 51      | 120       | -69        | 0            | 2      |

## Nueva Zelanda 2011

### Plantel
Entrenador:  Kieran Crowley

### Participación

#### Grupo A
| Posición | Selección     | Partidos | Partidos | Partidos  | Partidos | Tries a favor | Tantos  | Tantos    | Tantos     | Puntos extra | Puntos |
| Posición | Selección     | jugados  | ganados  | empatados | perdidos | Tries a favor | a favor | en contra | diferencia | Puntos extra | Puntos |
| -------- | ------------- | -------- | -------- | --------- | -------- | ------------- | ------- | --------- | ---------- | ------------ | ------ |
| 1        | Nueva Zelanda | 4        | 4        | 0         | 0        | 36            | 240     | 49        | +191       | 4            | 20     |
| 2        | Francia       | 4        | 2        | 0         | 2        | 13            | 124     | 96        | +28        | 3            | 11     |
| 3        | Tonga         | 4        | 2        | 0         | 2        | 7             | 80      | 98        | −18        | 1            | 9      |
| 4        | Canadá        | 4        | 1        | 1         | 2        | 9             | 82      | 168       | −86        | 0            | 6      |
| 5        | Japón         | 4        | 0        | 1         | 3        | 8             | 69      | 184       | −115       | 0            | 2      |

## Inglaterra 2015

### Plantel
Entrenador:  Kieran Crowley

### Participación

#### Grupo D
| Posición | Selección | Partidos | Partidos | Partidos  | Partidos | Tries a favor | Tantos  | Tantos    | Tantos     | Puntos extra | Puntos |
| Posición | Selección | jugados  | ganados  | empatados | perdidos | Tries a favor | a favor | en contra | diferencia | Puntos extra | Puntos |
| -------- | --------- | -------- | -------- | --------- | -------- | ------------- | ------- | --------- | ---------- | ------------ | ------ |
| 1        | Irlanda   | 4        | 4        | 0         | 0        | 16            | 134     | 35        | 99         | 2            | 18     |
| 2        | Francia   | 4        | 3        | 0         | 1        | 12            | 120     | 63        | 57         | 2            | 14     |
| 3        | Italia    | 4        | 2        | 0         | 2        | 7             | 74      | 88        | -14        | 2            | 10     |
| 4        | Rumania   | 4        | 1        | 0         | 3        | 7             | 60      | 129       | -69        | 0            | 4      |
| 5        | Canadá    | 4        | 0        | 0         | 4        | 7             | 58      | 131       | -73        | 2            | 2      |

## Japón 2019

### Plantel
Entrenador:  Kieran Crowley

#### Grupo B
| Posición | Selección     | Partidos | Partidos | Partidos  | Partidos | Tries a favor | Tantos  | Tantos    | Tantos     | Puntos extra | Puntos |
| Posición | Selección     | Jugados  | Ganados  | Empatados | Perdidos | Tries a favor | A favor | En contra | Diferencia | Puntos extra | Puntos |
| -------- | ------------- | -------- | -------- | --------- | -------- | ------------- | ------- | --------- | ---------- | ------------ | ------ |
| 1        | Nueva Zelanda | 4        | 3        | 1         | 0        | 22            | 157     | 22        | +135       | 2            | 16     |
| 2        | Sudáfrica     | 4        | 3        | 0         | 1        | 27            | 185     | 36        | +149       | 3            | 15     |
| 3        | Italia        | 4        | 2        | 1         | 1        | 14            | 98      | 78        | +20        | 2            | 12     |
| 4        | Namibia       | 4        | 0        | 1         | 3        | 3             | 34      | 175       | –141       | 0            | 2      |
| 5        | Canadá        | 4        | 0        | 1         | 3        | 2             | 14      | 177       | –163       | 0            | 2      |

- El partido entre Canadá y Namibia fue cancelado por el tifón Hagibis, fue declarado como empate.